# Кхонды

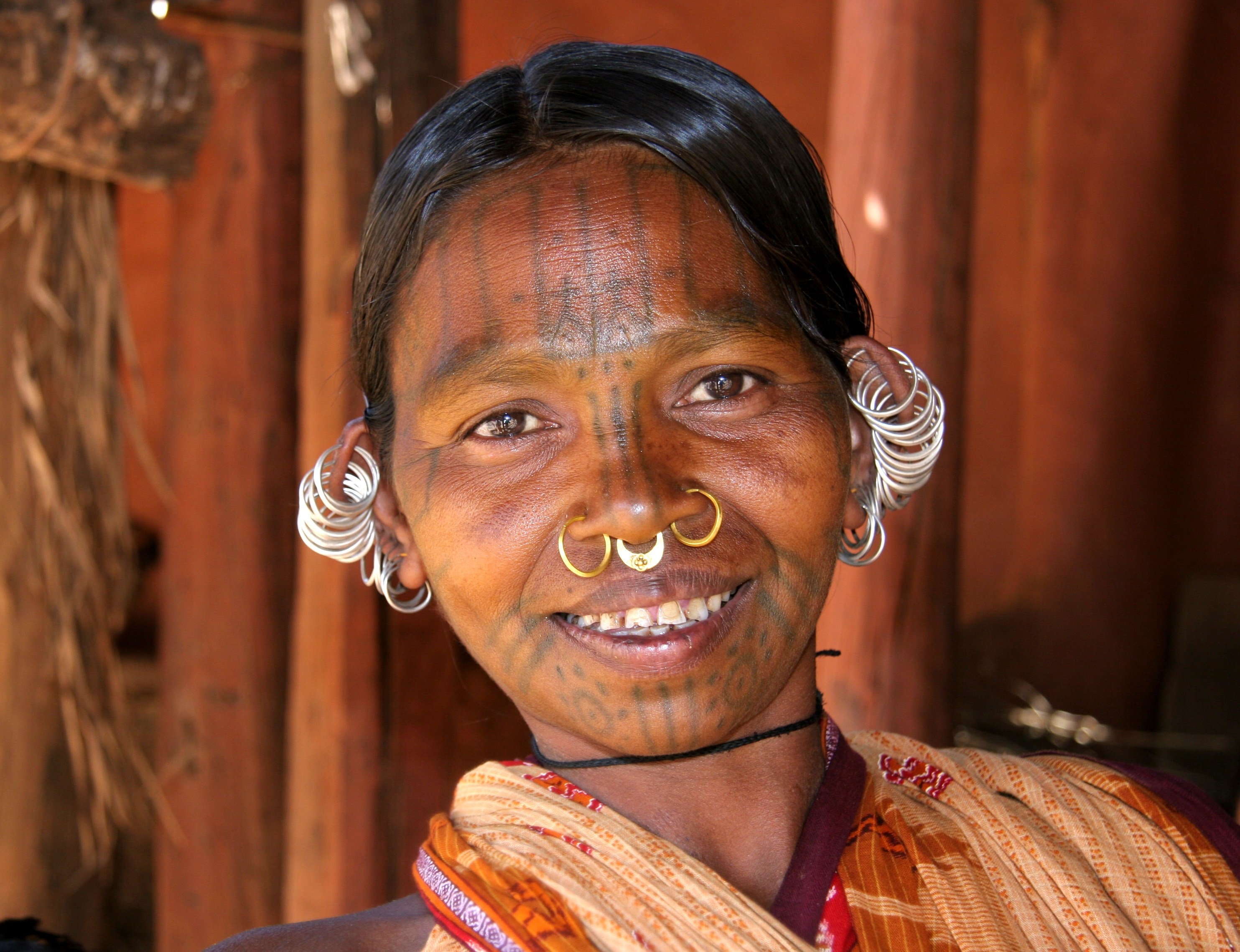
Женщина-кхонд из Ориссы

Кхонды — одно из дравидийских племён Индии, известных также под именами кандх, кхо, кус и ку. Являются коренным населением Индии — адиваси.
Кхонды занимают горные местности штатов Орисса и Андхра-Прадеш. В прошлом часть этого древнего дравидийского населения была порабощена арийскими пришельцами с севера и дала начало разным безземельным низшим кастам; другая часть удержала свои земли и превратилась в земледельцев-ратников, сохранивших за собой право земельной собственности в обмен за службу в войсках индусских раджей; третьи укрылись в малодоступных гористых местах и сохранили свою дикую самобытность и свободу.
Религия кхондов имеет неарийский характер: почитаются народные, племенные и семейные божества и множество злых духов и демонов. Ещё в начале XIX века богу жатвы приносились человеческие жертвы. В 1835 г. кхонды поступили под английское управление, и обычай этот прекратился; в то же время прекратилось и практиковавшееся, по крайней мере у некоторых кхондов, убийство новорождённых девочек. В 1837—1845 гг. завершилось и объединение кхондов, представлявших до того ряд отдельных племён, вечно находившихся в междоусобной войне.
Кхонды говорят на нескольких близородственных языках (куи, куви и др.) дравидийской языковой семьи. Некоторые книги на языках кхондов были напечатаны латинскими буквами, другие — письмом ория.